# Fabian Ribauw
Fabian Dominic Ribauw (ur. 18 stycznia 1971), nauruański polityk, przewodniczący parlamentu Nauru w 2003 roku.
Po raz pierwszy dostał się do Rady Ustawodawczej w 2003 z okręgu Ubenide. Reelekcję uzyskiwał w 2004 i 2007. W wyniku wyborów z 2008 znalazł się poza izbą.
29 maja 2003 został wybrany speakerem. W tym samym roku zastąpił go Russell Kun.